# Boulazac Isle Manoire
Boulazac Isle Manoire is een gemeente in het Franse departement Dordogne in de regio Nouvelle-Aquitaine. De gemeente is op 1 januari 2016 ontstaan door de fusie van de gemeenten Atur, Boulazac en Saint-Laurent-sur-Manoire. Op 1 januari 2017 werd de gemeente uitgebreid met de per die datum opgeheven gemeente Sainte-Marie-de-Chignac. De gemeente telde 10.628 inwoners op 1 januari 2022. Hiermee is het de op twee na grootste gemeente van het departement.
Het bestuurlijk centrum bevindt zich in de nieuwbouwwijk Agora in Boulazac, opgetrokken in de jaren 1980.

## Geografie
De onderstaande kaart toont de ligging van Boulazac Isle Manoire met de belangrijkste infrastructuur en aangrenzende gemeenten.
De Isle vormt de noordelijke grens van de gemeente en scheidt de gemeente van Périgueux.

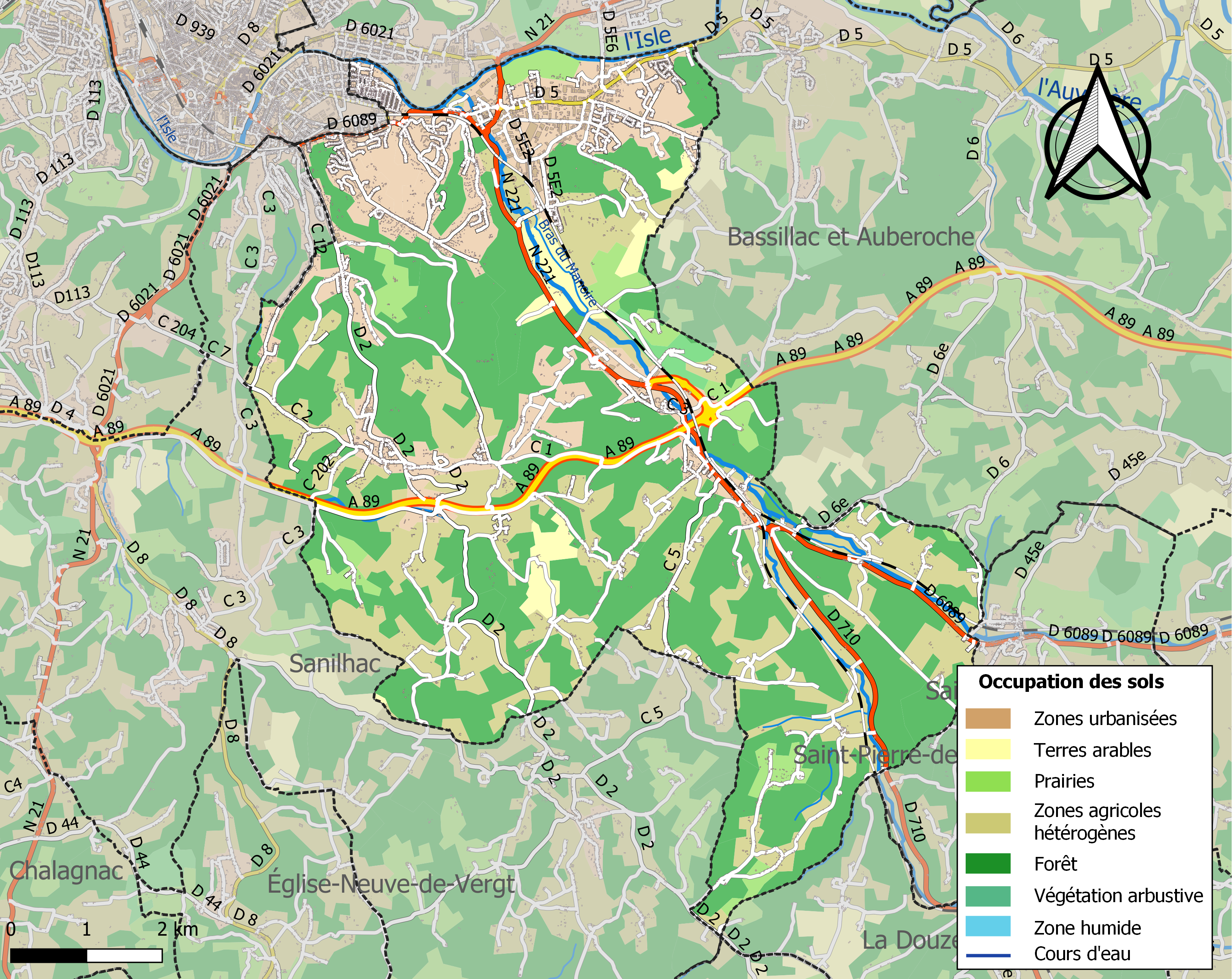

## Verkeer
De autosnelweg A89 loopt door de gemeente.
In de gemeente liggen de spoorweghaltes Boulazac en Niversac.